# Кревза, Лев
Лев Кревза (пол. Leon Wawrzyniec Kreuza-Rzewuski; умер в 1639) — греко-католический религиозный деятель, полемист, василианин, богослов, первый униатский архиепископ смоленский (1625—1639).
Происходил из мелкой подляшской шляхты. Родился в родовом гнезде Ржевуских — в с. Бейды (ныне гмина Ольшанка, Лосицкий повят Мазовецкого воеводства).

## Биография
Учился в Риме, в Папской греческой коллегии святого Афанасия. Там же он получил учёную степень доктора богословия (известно о его пребывании в коллегии в 1611—1613 гг.). После этого вступил в Базилианский орден и принял монашеское имя Лев. Преподавал в местной монастырской семинарии. В 1617 году, без ведома митрополита Иосифа Рутского, монахи Виленского Святотроицкого монастыря избрали Льва Кревзу своим архимандритом. Впоследствии митрополит подтвердил избрание и способствовал реформаторским начинаниям Кревзы-Ржевуского, который занялся обновлением и благоустройством монастыря (в частности, сделал ремонт монастырских зданий).
В 1617 году Лев Кревза проводит богословские диспуты с виленскими православными деятелями, издаёт в типографии Мамоничей свой полемический труд «Оборона церковного единства». В 1622—1623 годах появился ответ на неё — произведение монаха Киево-Печерского монастыря Захарии Копыстенского Палинодия.
Около 1625 года, после присоединения к Речи Посполитой Смоленской, Северской и Черниговской земель (по итогам Деулинского перемирия), Лев Кревза получает направление на кафедру Смоленской епархии, перешедшей около 1621 г. в унию. Епископскую хиротонию получил из рук митрополита Иосифа Рутского 29 июня 1625 года.
Лев Кревза работал над распространением и утверждением унии на подчинённой ему территории. Направлял в Святой Престол прошения о подтверждение своего титула и о создании Смоленской католической архиепархии восточного обряда. Организовывал встречи с православным духовенством. В 1629 году участвовал в Львовском синоде (планировался как православно-униатский, однако прибыли только представители Русской Униатской Церкви). В Смоленске главным противником Льва Кревзы среди православных иерархов был епископ Исаия Копинский. Однако, с избранием последнего в 1631 году на киевскую митрополичью кафедру, противостояние двух епископов прекратилось. В 1633 году привилеем короля Владислава IV Смоленскому греко-католическому архиепископству был передан кафедральный собор Успения Пресвятой Богородицы и 260 церквей и монастырей.
Архиепископ Лев Кревза-Ржевуский умер в Смоленске в 1639 году.

## Взгляды
Сторонник Брестской унии, близкий воззрениями к Ипатию Потию. Среди главных преимуществ унии видел перспективу защиты Киевской митрополии от распространения ересей (под которыми подразумевал и протестантские течения), а также перспективу большей независимости церкви от светской власти.
В своих трудах Кревза стремится доказать выгодность сближения с католической церковью. Например, сближение, согласно полемисту, призвано повысить образовательный и моральный уровень духовенства, находящегося в кризисе. При этом, Лев Кревза видит необходимым сохранение некой дистанции между униатской и римско-католической церковью.

## Основные произведения
- Obrona jedności cerkiewney, albo dowody, któremi się pokazuie, iż grecka Cerkiew z łacińską ma być ziednoczona, podane do druku za rozkazaniem Przewielebnego w Bogu Oyca Jozefa Wielamina Rutskiego, Archiepiskopa y Metropolity Kiiowskiego, Halickiego y wszystkiey Rusi, w Wilnie przez Oyca Leona Kreusą Archimandrytę Wileńskiego. (1617);
- Plures lucubratiunculae de B. V. Maria;
- Cathechismus fidei catholicae.

### «Оборона церковного единства» («Obrona jedności cerkiewney…»)
В 1617 году, в Вильно, публикуется труд Льва Кревзы «Оборона церковного единства». В полемическом трактате автор отстаивает идею о необходимости изучения древних источников, доказывающих изначальную связь Киевской Церкви с Римом. Ссылаясь на исторические источники, полемист старается доказать первенство Петра над апостолами и изначальное признание Русью авторитета Апостольского престола.
Главная концепция книги заключается в признании церковного разделения следствием произвольных действий греков, Церковь которых зависела от светской власти Византийской империи и действовала, руководствуясь политическими мотивами. Согласно Кревзе-Ржевускому, Русь, приняв крещение до Великой схизмы, когда Православная Церковь ещё находилась в единстве с римским престолом, сначала находилась вне раскола. Лишь впоследствии, в силу исторических обстоятельств, Киевская митрополия примкнула к «мятежным грекам». Потому, согласно трактату, Брестская уния должна восприниматься как восстановление древнего единства.